# Frederik Georg Henrik Hirsch
Frederik Georg Henrik (von) Hirsch (30. august 1812 i Nyborg – 28. april 1876 i København) var en dansk officer, far til J.C.W. Hirsch.

## Under Treårskrigen
Han hørte til en gammel officersslægt, og hans forældre var kaptajn Woldemar Wilhelm Hirsch og Laurine født Nielsen. I 1828 blev han kadet og i 1829 opvartende page; efter bestået officerseksamen blev han sekondløjtnant med aldersorden fra 1828 og kom i nummer ved Fynske Regiment 1830. Her ved blev han premierløjtnant 1836, hvorefter han ansattes som vagtmesterløjtnant hos kommandanten i Fredericia og som adjudant hos chefen for Fynske Regiment, daværende prins Frederik (VII), hvis yndest han vandt. I 1842 blev Hirsch adjudant ved 12. bataljon og rykkede straks ved Treårskrigens udbrud 1848 i felten, idet en anden officer overtog vagtmesterløjtnants-forretningerne. Han deltog således i kampen ved Bov og slaget ved Slesvig, blev derefter kaptajn og ansattes ved overkommandoen på Als, men kom i oktober til 1. forstærkningsbataljon som kompagnichef. Under Fredericias forsvar det følgende år valgte oberst Christian Lunding ham til pladsmajor, og han gjorde udmærket fyldest i denne stilling. Det næste år attacheredes han atter overkommandoen og deltog i slaget ved Isted, idet han den dag ansattes hos general Christian de Meza som stabschef.

## Under den 2. Slesvigske Krig
I 1851 blev Hirsch karakteriseret major og kommandør for 2. forstærkningsbataillon, året efter major ved 4. jægerkorps og i 1854 virkelig major, men kaldtes i 1857 til København som stabschef hos generalinspektøren for fodfolket. Udnævnt til oberstløjtnant i 1860 blev han chef for 18. infanteribataljon og ved mobiliseringen 1863 chef for 18. regiment. Han deltog derpå i kampen ved Mysunde og i Dybbøls forsvar og blev i marts samme år både oberst og kommandør af 2. grad af Dannebrogordenen samt kommandant i Sønderborg. Hans nedbrudte helbred tvang ham dog snart til at søge lazarettet, og først i løbet af sommeren kunne han melde sig til tjeneste igen.

## I København
Han blev da chef for 5. Infanteribrigade, men afskedigedes på grund af svagelighed i december som generalmajor. I 1867 udnævntes Hirsch til general i forstærkningen og chef for Københavns Borgervæbning (senere Københavns Væbning), benådedes med Kommandørkorset af 1. grad af Dannebrog i 1870 og døde pludselig 28. april 1876.
Hirsch ægtede 30. oktober 1840 Anna Catherina Høyrup (1819 i Fredericia – 1904 i København), datter af købmand Johan Høyrup.